# Gagik Poġosyan
Gagik Poġosyan (in armeno Գագիկ Պողոսյան?, traslitterazione anglosassone: Gagik Poghosyan; Erevan, 4 maggio 1993) è un calciatore armeno, centrocampista del La Bañeza.

## Carriera

### Club
Ha giocato nella massima serie armena.